# Самардак Михайло Климентійович
Михайло Климентійович Самардак (25 грудня 1930, село Захаряшівка, тепер село Крищинці Тульчинського району Вінницької області — ?) — український радянський діяч, новатор виробництва, шахтар, робітник очисного вибою шахти № 8—8-біс тресту «Червоногвардійськвугілля» Донецької області. Депутат Верховної Ради УРСР 7-го скликання.

## Біографія
Трудову діяльність розпочав у 1944 році колгоспником в Тульчинському районі Вінницької області. У 1948 році був «мобілізований» на шахти Донбасу.
З 1948 року — прохідник, машиніст вугільного комбайна, робітник очисного вибою шахти № 8—8-біс тресту «Червоногвардійськвугілля» міста Макіївки Донецької області. Закінчив курси механізаторів-машиністів вугільного комбайна. Без відриву від виробництва закінчив вечірню школу робітничої молоді.
Потім — на пенсії у місті Макіївці Донецької області.

## Нагороди
- орден Трудового Червоного Прапора (1966)
- ордени
- медалі
- знак «Шахтарська слава» ІІ ст. (1963)